# Enero del último día
«Enero del último día» es una canción compuesta por el músico argentino Luis Alberto Spinetta e interpretada por la banda Spinetta Jade, que se encuentra en el álbum Madre en años luz de 1984, cuarto y último álbum de la banda y 18º en el que tiene participación decisiva Luis Alberto Spinetta.
En este álbum Spinetta Jade estaba integrada por César Franov (bajo), Juan Carlos "Mono" Fontana (Yamaha Grand - Yamaha DX7, Oberheim OBX-8, Moog The Source), Lito Epumer (guitarra) y Luis Alberto Spinetta: guitarra y voces. Héctor "Pomo" Lorenzo, integraba por entonces la banda, pero en el álbum solo participa del tema "Diganlé".
En este tema Osvaldo Fattoruso interpreta las timbaletas.

## Contexto
El tema es el séptimo track (segundo del lado B) del último de los cuatro álbumes de la banda Spinetta Jade, Madre en años luz, con importantes cambios en su integración, respecto del álbum anterior, Bajo Belgrano (1983), fundamentalmente la salida de Sujatovich (teclados) y la entrada del Mono Fontana (teclados) y Lito Epumer (guitarra), especialmente Fontana que acompañará desde entonces a Spinetta muchos años e influirá sustancialmente en su sonido. El álbum se realiza también con una "máquina de ritmos" (Oberheim DMX), por primera vez en la carrera de Spinetta.
Madre en años luz fue un álbum bisagra, que cerró la etapa jazzera de Spinetta, para abrir una etapa de nuevos sonidos, calificados como más "ochentosos", más pop y más tecno.

## El tema
El tema es una bella balada de amor en ritmo de zamba que cuenta la historia enigmática de Marcos y Meri que -mientras son buscados-, se encuentran en una estación de tren, donde se abrazan y luego de caminar, correr juntos por la calle y jugar "con las sombras de sus pasos", cada uno regresa a su casa "y no hace más nada". 
En este tema Spinetta (voz y caja de ritmos) está acompañado por Juan Carlos "Mono" Fontana (teclados) y Lito Epumer(guitarra solista), y Osvaldo Fattoruso (timbaletas).

Marcos que se apura
la ve desde adentro
y corre a su lado y sale a su encuentro
y se le cae el diario al abrazarla
por suerte lo olvida
por suerte lo olvida...

Spinetta hace una breve mención a "Enero del último día" en el libro Martropía, escrito por Juan Carlos Diez, donde dice que la canción es "un buen ejemplo" de su búsqueda creativa de contar historias con menos imágenes y poner las imágenes "al servicio de lo que hay que contar".

## Spinetta y Fattoruso
Spinetta tenía una enorme admiración por Hugo Fattoruso a quién llegó a ubicar entre sus influencias, junto a Los Beatles. En 2002 Spinetta escribió en La Nación un artículo titulado "Apuntes sobre la creatividad del Fatto", exclusivamente dedicado a elogiar a Fattoruso y a Los Shakers y detallar la enorme influencia que ejerció sobre él:

Este duende ha sido capaz de marcar, antes que nadie, el camino hacia la fusión de la tonada beat con el jazz, la bossa, el candombe,en una progresión interminable hacia las esferas... 

Entre todos los discos de la era Beatle, entre los mejores de todos todos, para mí figura un título. Es un tema de Los Shakers, es un título sorprendente: "Espero que les guste 042". Recuerdo que lo fui a escuchar a una cabina de la casa Frávega, en Cabildo y Mendoza, a la salida del colegio. Era un disco de vinilo simple, un single. Yo lo escuché entero, cuando terminó empecé a temblar, me puse rojo de la emoción, los auriculares se quedaron pegados a mi cabeza. Me solté la corbata, salí abruptamente de la cabina, devolví el disco que, obviamente, no podía comprar, y me fui casi corriendo hasta Arribeños. La conmoción de haber sentido todo eso, de tener la mínima conciencia de lo que significaba, era saber, casi en secreto, que había escuchado la música perfecta, algo mejor y más moderno que los Beatles.

Ese hecho marcó mi vida para siempre.Es el legado de la imaginación. Mis recuerdos son muy patentes. Esa misma noche estaba enfermizamente intentando componer algo nuevo con mi criolla, aún aturdido por las visiones de todas esas posibilidades, guiado por el instinto y la "cercanía" de un hermano, un genio uruguayo: Hugo Fattoruso
Luis Alberto Spinetta

## Versiones
Machi Rufino, bajista con Spinetta de la banda Invisible, realizó una bella versión del tema, acentuando su sonoridad folklórica, que fue incluida en Raíz Spinetta, un triple álbum tributo a Spinetta lanzado en 2014, en el que participaron más de 60 músicos.